# Amphoe Kui Buri

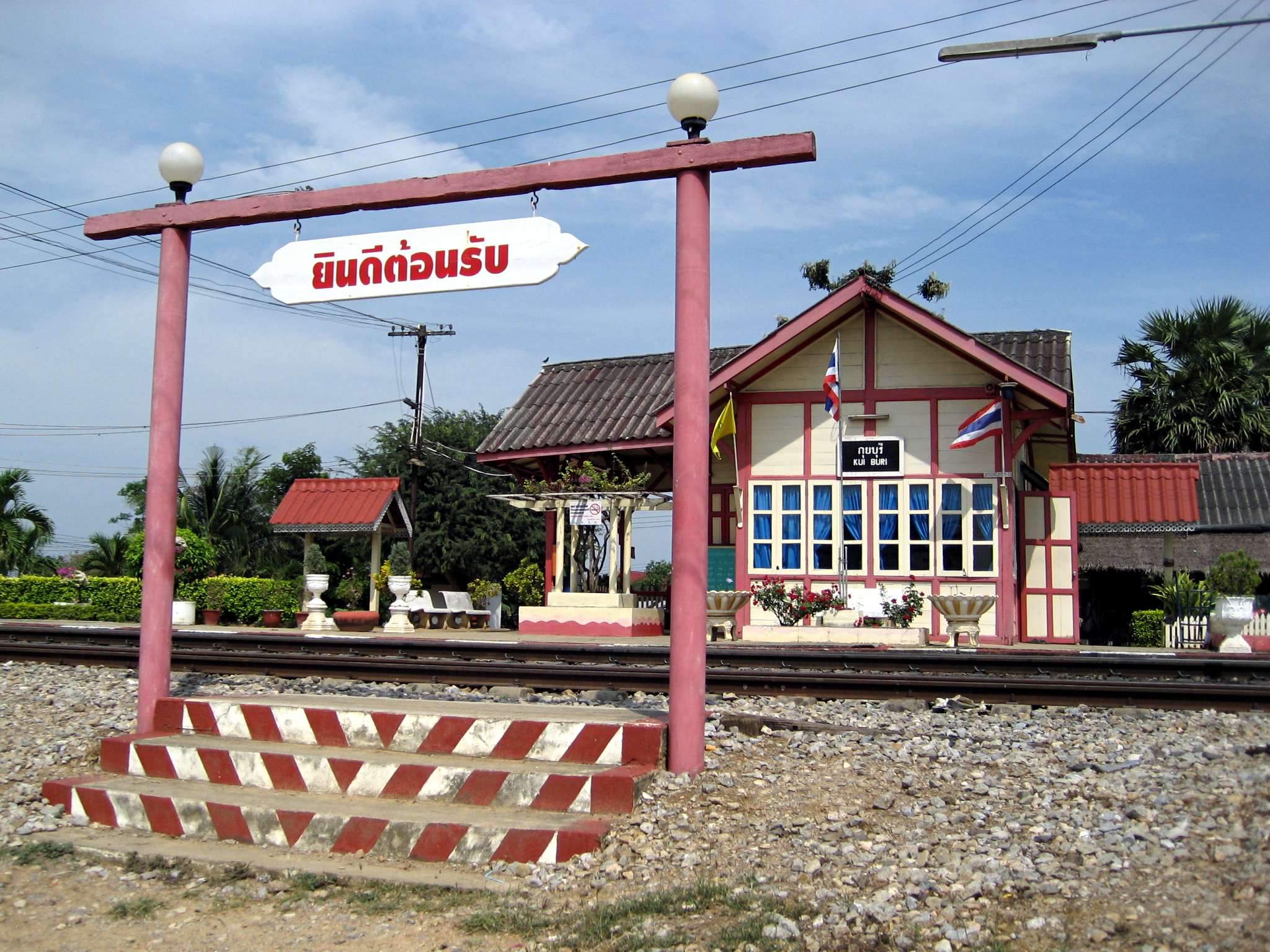
Kui Buri Hauptbahnhof

Amphoe Kui Buri (Thai: อำเภ อกุยบุรี) ist ein Landkreis (Amphoe – Verwaltungs-Distrikt) im nördlichen Teil der Provinz Prachuap Khiri Khan. Die Provinz Prachuap Khiri Khan ist die südlichste Provinz der Zentralregion von Thailand.

## Geographie
Benachbarte Amphoe und Gebiete: im Norden liegt Amphoe Sam Roi Yot, im Süden Amphoe Mueang Prachuap Khiri Khan. Im Westen befindet sich die Tanintharyi-Division von Myanmar und im Osten die Küste zum Golf von Thailand.

## Geschichte
Müang Kui war eine alte Stadt (Müang) im Königreich Ayutthaya. In der Regierungszeit von König Boromakot war Kui eine „Stadt 4. Klasse“, sein Gouverneur hatte den Titel Phra Kui Buri. In der Rattanakosin-Periode richtete König Phutthaloetla Naphalai (Rama II.) ein Müang Bang Nang Rom ein, deren Verwaltungsgebäude in Kui Buri lag. König Mongkut (Rama IV.) nannte „Müang Bang Nang Rom“ in „Prachuap Khiri Khan“ um, beließ aber die Verwaltung an der gleichen Stelle. Als König Chulalongkorn (Rama V.) Den Monthon Phetchaburi einrichtete, wurde Kui Buri mit eingeschlossen. 1898 wurde das Verwaltungsgebäude nach Ko Lak verlagert und Kui Buri wurde ein Tambon des Müang Prachuap Khiri Khan. Am 19. Juli 1960 bekam Kui Buri den Status eines „Zweigkreis“ (King Amphoe) und am 16. Juli 1963 den vollen Amphoe-Status.

## Verwaltung

### Provinzverwaltung
Der Landkreis Kui Buri ist in sechs Tambon („Unterbezirke“ oder „Gemeinden“) eingeteilt, die sich weiter in 47 Muban („Dörfer“) unterteilen.
| Nr. | Name        | Thai      | Muban | Einw.  |
| --- | ----------- | --------- | ----- | ------ |
| 01. | Kui Buri    | กุยบุรี      | 08    | 10.384 |
| 02. | Kui Nuea    | กุยเหนือ    | 11    | 06.590 |
| 03. | Khao Daeng  | เขาแดง    | 03    | 02.157 |
| 04. | Don Yai Nu  | ดอนยายหนู  | 04    | 03.170 |
| 06. | Sam Krathai | สามกระทาย | 10    | 10.917 |
| 07. | Hat Kham    | หาดขาม    | 11    | 10.800 |

### Lokalverwaltung
Es gibt zwei Kommunen mit „Kleinstadt“-Status (Thesaban Tambon) im Landkreis:
- Kui Buri (Thai: เทศบาลตำบลกุยบุรี) bestehend aus den Teilen der Tambon Kui Buri, Kui Nuea.
- Rai Mai (Thai: เทศบาลตำบลไร่ใหม่) bestehend aus Teilen des Tambon Sam Krathai sowie aus Teilen des Tambon Rai Mai des benachbarten Amphoe Sam Roi Yot.

Außerdem gibt es sechs „Tambon-Verwaltungsorganisationen“ (องค์การบริหารส่วนตำบล – Tambon Administrative Organizations, TAO)
- Kui Buri (Thai: องค์การบริหารส่วนตำบลกุยบุรี) bestehend aus Teilen des Tambon Kui Buri.
- Kui Nuea (Thai: องค์การบริหารส่วนตำบลกุยเหนือ) bestehend aus Teilen des Tambon Kui Nuea.
- Khao Daeng (Thai: องค์การบริหารส่วนตำบลเขาแดง) bestehend aus dem kompletten Tambon Khao Daeng.
- Don Yai Nu (Thai: องค์การบริหารส่วนตำบลดอนยายหนู) bestehend aus dem kompletten Tambon Don Yai Nu.
- Sam Krathai (Thai: องค์การบริหารส่วนตำบลสามกระทาย) bestehend aus Teilen des Tambon Sam Krathai.
- Hat Kham (Thai: องค์การบริหารส่วนตำบลหาดขาม) bestehend aus dem kompletten Tambon Hat Kham.